# マンモスタワー
『マンモスタワー』は、1958年11月16日の21:15 - 22:35にラジオ東京テレビ（現・TBSテレビ）にて、『東芝日曜劇場』枠で放映されたテレビドラマ。

## 概要
『東芝日曜劇場』（現・『日曜劇場』）としてはTBSに現存する最古のテレビドラマである。
当時としては非常に高価で貴重であった放送用2インチVTRで保存されている。また白坂依志夫による脚本で、第13回芸術祭奨励賞を受賞した。
出演者は100名以上に及び、また当時の名優がそろっており、映画フィルムとは違った雰囲気を観ることができる。一方端役に注目すると、新進女優役の山本嘉子、浦野光、加藤精三、田中信夫らを含め、その後のテレビアニメ・特撮番組を支える人々の名が見られる。
しかしながら番組が、スタジオでの生放送とVTR、そしてフィルム撮影部分を混用して構成されていたこと、生放送であるがゆえに、名優の森雅之ですら「心配したまえ」（本来は「安心したまえ」あるいは「心配するな」）とセリフを誤ってしまったことなどから、当時のテレビ番組の実情をうかがうことができる。
先述した通り、保存されていたため本放送から60年以上を経過した現在でも視聴可能である。
1983年にテレビ放送開始30周年を記念したシリーズ番組の一環として、NHK教育テレビや、2010年代にTBSCS2などでも再放送された。横浜市にある放送ライブラリーでも無料で閲覧が可能となっている。

## あらすじ
建設中の東京タワーの下、映画会社「大宝」の重役会議では、新興メディア「テレビ」の話題で持ち切りだった。「映画」の歴史と伝統の前に「テレビ」恐れるに値せずが大方の意見であった。その中、制作本部長の黒木（森雅之）は旧態依然とした制作方針に疑問を感じていた…。そんな中から、黒木は元無声映画の活動弁士(森繁久彌)の娘で自社所属のスターを夢見る新人女優(山本嘉子)をスターにしようと考え、目を掛けたりしていたが、彼女はうだつが上がらない大部屋生活に嫌気がさしてテレビ局の専属タレントとして移籍する。同様に映画から大量に人材が流出したり、テレビ局が独自の新システムを立ち上げ自前(専属)の人材を養成する研究所を立ち上げ映画に追いつけとばかりに模索ながら発展しつつあった。一方、映画界全体はこの頃テレビに対する認識が黒木同様、一部の先進性のあるスタッフ取締役を除いて脅威として薄々感付き始めていた。だが、放映当時、かろうじて安定した興行収益を計上し続けていた映画会社全体も余裕で、このテレビがやがて脅威となるであろう事を見抜けるはずもなく来るべきテレビの時代を予見することすら叶わなかった。

## 出演者
- 森雅之（黒木 大宝映画制作本部長）
- 森繁久彌（元活動弁士のヒロインの父　特別出演）
- 斎藤達雄（テレビ局社長）
- 滝田裕介（黒木の義弟でテレビディレクター）
- 芦田伸介（ベテランディレクター）
- 垂水悟郎（シナリオライター）
- 青野平義（巨匠映画監督）
- 岩崎加根子（黒木の妻）
- 金子信雄
- 三島雅夫（大宝映画重役）
- 千葉伸雄（大宝映画重役）
- 下元勉 （大宝映画重役）
- 殿山泰司
- 小松方正
- 田中明夫（船村監督）
- 浜田寅彦
- 早野寿郎
- 兼高かおる（本人役）
- 山本嘉子（ヒロイン）
- 大山羨代（のぶ代）
- 明石一（テレビ局員）
- 浦野光（テレビ局員）
- 大平透（テレビ局員）
- 加藤精三（テレビ局員）
- 三崎千恵子
- 鶴田全夫（アナウンサー）

ほか

## スタッフ
- 演出：石川甫、蟻川茂男、神永方義
- 作：白坂依志夫
- 音楽：山本直純
- 振付：矢田茂
- 技術:斉藤茂之、岩西浩
- 映像：武谷雅博
- カメラ：種村陽亜
- 音声：鈴木武夫
- 照明：山下俊弘
- フィルム撮影：糸田頼一
- VTR：田中富之
- フィルム編集：藤岡知子
- タイトル：篠原栄
- 美術進行：芦田光長
- 装飾：石本富雄
- 化粧：佐藤ちえ子
- 衣裳：山我幸江、東京衣裳
- 装置：小林雍夫
- 装置制作：東宝舞台
- 小道具：藤波小道具